# Lijst van ambassades in België
Dit is een lijst van diplomatieke vertegenwoordigingen in België, dat zijn zowel ambassades, consulaten en consulaten-generaal als ereconsulaten.

## Ambassades
De Belgische hoofdstad Brussel en omstreken huisvest de volgende ambassades:
| - Afghanistan (Ukkel) - Albanië - Algerije - Andorra - Angola (Elsene) - Antigua en Barbuda - Argentinië (Elsene) - Armenië - Australië - Azerbeidzjan (Sint-Pieters-Woluwe) - Bahama's - Bahrein - Bangladesh - Barbados - Belize (Sint-Lambrechts-Woluwe) - Benin (Ukkel) - Bhutan (Sint-Pieters-Woluwe) - Bolivia (Elsene) - Bosnië en Herzegovina - Botswana (Sint-Pieters-Woluwe) - Brazilië (Elsene) - Brunei (Elsene) - Bulgarije (Ukkel) - Burkina Faso (Ukkel) - Burundi - Cambodja (Sint-Pieters-Woluwe) - Canada - Centraal-Afrikaanse Republiek (Laken) - Chili (Etterbeek) - China (Sint-Pieters-Woluwe) - Colombia (Elsene) - Comoren (Schaarbeek) - Congo-Brazzaville - Congo-Kinshasa - Costa Rica (Elsene) - Cuba (Vorst) - Denemarken (Etterbeek) - Djibouti - Dominica - Dominicaanse Republiek - Duitsland - Ecuador - Egypte - El Salvador - Eritrea (Ukkel) - Estland - Ethiopië (Etterbeek) - Fiji (Schaarbeek) - Finland - Frankrijk - Gabon (Ukkel) - Gambia (Elsene) - Georgië (Sint-Pieters-Woluwe) - Ghana (Schaarbeek) - Grenada - Griekenland - Guatemala (Ukkel) - Guinee (Schaarbeek) - Guinee-Bissau (Sint-Lambrechts-Woluwe) - Guyana (Sint-Lambrechts-Woluwe) - Haïti (Sint-Gillis) - Honduras - Hongarije (Ukkel) - Ierland - IJsland - India (Elsene) - Indonesië (Sint-Lambrechts-Woluwe) - Irak - Iran - Israël (Ukkel) - Italië - Ivoorkust - Jamaica (Oudergem) - Japan - Jemen (Elsene) - Jordanië (Elsene) - Kaapverdië (Elsene) - Kameroen (Vorst) - Kazachstan (Ukkel) - Kenia (Ukkel) - Kirgizië (Elsene) - Kiribati - Koeweit (Elsene) - Kosovo (Sint-Pieters-Woluwe) - Kroatië (Elsene) - Laos - Lesotho (Schaarbeek) - Letland - Libanon (Elsene) - Liberia - Libië - Liechtenstein - Litouwen - Luxemburg - Malta - Madagaskar (Sint-Pieters-Woluwe) - Malawi (Oudergem) - Malediven - Maleisië (Sint-Pieters-Woluwe) - Mali (Elsene) - Malta - Marokko (Etterbeek) - Mauritanië - Mauritius (Etterbeek) - Mexico (Elsene) - Moldavië - Monaco - Mongolië (Vorst) - Montenegro - Mozambique (Etterbeek) - Myanmar (Schaarbeek) - Namibië (Sint-Pieters-Woluwe) - Nederland - Nepal - Nicaragua (Ukkel) - Nieuw-Zeeland (Etterbeek) - Niger (Elsene) - Nigeria (Sint-Pieters-Woluwe) - Noord-Macedonië - Noorwegen - Oeganda (Sint-Pieters-Woluwe) - Oekraïne (Ukkel) - Oezbekistan (Elsene) - Oman - Oost-Timor (Etterbeek) - Oostenrijk - Pakistan (Watermaal-Bosvoorde) - Palau - Panama (Elsene) - Papoea-Nieuw-Guinea (Sint-Pieters-Woluwe) - Paraguay - Peru (Sint-Pieters-Woluwe) - Polen - Portugal - Qatar - Roemenië (Ukkel) - Rusland (Ukkel) - Rwanda (Sint-Pieters-Woluwe) - Saint Lucia - Saint Kitts en Nevis - Saint Vincent en de Grenadines - Salomonseilanden - Samoa - San Marino (Elsene) - Sao Tomé en Principe (Sint-Pieters-Woluwe) - Saoedi-Arabië - Senegal (Elsene) - Servië - Seychellen (Etterbeek) - Sierra Leone (Sint-Pieters-Woluwe) - Singapore - Slowakije (Elsene) - Slovenië - Soedan (Elsene) - Somalië - Spanje - Sri Lanka (Elsene) - Suriname - Swaziland (Ukkel) - Tadzjikistan - Tanzania (Elsene) - Thailand - Togo (Sint-Pieters-Woluwe) - Trinidad en Tobago (Sint-Pieters-Woluwe) - Tsjaad (Schaarbeek) - Tsjechië (Elsene) - Tunesië (Sint-Pieters-Woluwe) - Turkmenistan - Turkije - Tuvalu (Elsene) - Uruguay (Elsene) - Vanuatu (Sint-Pieters-Woluwe) - Vaticaanstad (Sint-Pieters-Woluwe) - Venezuela - Verenigd Koninkrijk (Etterbeek) - Verenigde Arabische Emiraten - Verenigde Staten - Vietnam (Elsene) - Wit-Rusland (Elsene) - Zambia (Elsene) - Zimbabwe (Sint-Lambrechts-Woluwe) - Zuid-Afrika - Zuid-Korea (Watermaal-Bosvoorde) - Zuid-Soedan - Zwitserland Daarnaast onderhouden ook de Europese Unie en de Orde van Malta vertegenwoordigingen in Brussel. andere landen onderhouden diplomatieke relaties met België, maar hebben geen ambassade in Brussel. Tussen haakjes is de stad aangegeven waar de voor België verantwoordelijke ambassade is gevestigd. \| - Cyprus (Den Haag) - Noord-Korea (Londen) - Zweden (Stockholm) \| - (nl) Belgisch ministerie van Buitenlandse Zaken, , februari 2020 (geraadpleegd 19/02/2020) |
| - Cyprus (Den Haag) - Noord-Korea (Londen) - Zweden (Stockholm) |